# Timoteo di Gerusalemme
Timoteo (in greco Τιμόθεος; Samo, 22 settembre 1878 – Gerusalemme, 31 dicembre 1955) è stato patriarca di Gerusalemme dal 1935 al 1955.

## Biografia
Nacque a Chora, sull'isola di Samos, il 22 settembre 1878. Suo padre, Nikolaos Themelis, era un sacerdote. Il suo nome secolare era Pitagora. Dopo aver completato gli studi alle superiori nel settembre 1898, si recò a Gerusalemme dove fu ammesso alla Scuola Teologica della Croce, sotto la protezione di Damiano. Si è diplomato con lode alla scuola nel 1905.
Nel marzo del 1906 divenne monaco e ricevette il nome di Timoteo. Poi, nell'aprile dello stesso anno, fu ordinato diacono e partì per l'Inghilterra all'Università di Oxford per studiare inglese e archeologia. Nel luglio del 1907 tornò in patria e a settembre fu nominato segretario, direttore e vicedirettore della rivista Nea Sion. A novembre fu nominato bibliotecario e insegnante della Central Girl's School e predicatore della sua chiesa.
Nell'aprile del 1910 fu nominato segretario del Santo Sinodo patriarcale. Nel settembre 1912 fu nominato curatore delle scuole di Gerusalemme e nel gennaio 1914 fu ordinato sacerdote. Nell'aprile del 1917 fu nominato segretario capo della Santa Comunione del Santo Sepolcro. Come segretario principale, fondò la Camera del lavoro femminile per aiutare le donne in stato di necessità a trovare lavoro.
Il 18 novembre, fu rimosso e trasportato a Damasco con una scorta militare per ordine di Jema Pasha.
Tuttavia, dopo l'occupazione di Gerusalemme da parte del generale Allenby, tornò nel dicembre del 1918 come membro-archimandrita del Sinodo patriarcale.
Poiché i francescani avanzarono rivendicazioni, nel maggio 1919 Timoteo scrisse un memorandum d'appello intitolato I Greci in Terra Santa e tornò sull'argomento con un secondo Greci e Francescani in Terra Santa. Raccolse fondi per l'acquisto di nuovi libri per l'arricchimento della biblioteca centrale del Patriarcato.
Il 23 agosto 1921 fu eletto arcivescovo di Giordania. Durante questo periodo istituì un servizio archeologico del Patriarcato di Gerusalemme.
Il 9 luglio 1935 fu eletto Patriarca di Gerusalemme.
Morì il 31 dicembre 1955.

## Opere
- Η εις υπερορίαν απαγωγή του Πατριάρχειου Ιεροσολύμων και αι επακολουθήσασαι κρίσεις, 1917-1921,εν Ιερουσαλήμ, 1921
- Η Ιερουσαλήμ και τα μνημεία αυτής, εν Ιερουσαλήμ 1932
- Σκέψεις επί της ζωής του ανθρώπου εντάυθα και πέραν του τάφου, χ.χ.